# Angidi Chettiar
Angidi Verriah Chettiar (அங்கிடி செட்டியார்), né le 29 avril 1928 à Madurai en Inde et mort le 15 septembre 2010 à Maurice, est un homme d'État mauricien. Il est président de la république de Maurice par intérim pendant 3 jour seulement. Il est nommé vice-président par l’assemblée nationale en 2007, il occupera ce poste jusqu'à son décès le 15 septembre 2010.

## Biographie
Angidi Chettiar est né en Inde et est arrivé à Maurice à l'âge de 10 ans. Pendant toute sa carrière politique il aura été un fidèle membre parti travailliste.